# Muchamed-Chafis Myrsaghalijew
Muchamed-Chafis Myrsaghalijew (kasachisch Мұхамед-Хафиз Мырзағалиев Mūhamed-Hafiz Myrzağaliev, russisch Мухамед-Хафиз Мырзагалиев Muchamed-Chafis Mursagalijew; * 1887 in der Oblast Turgai, Russisches Kaiserreich; † 27. Februar 1938 in Alma-Ata, Kasachische SSR) war ein sowjetischer Politiker.

## Leben
Muchamed-Chafis Myrsaghalijew wurde in einem Dorf in der Oblast Turgai im Russischen Kaiserreich geboren. Er beendete 1909 die Schule in Uralsk und studierte anschließend an einer landwirtschaftlichen Sekundarschule.
Myrsaghalijew war bereits früh politisch aktiv. So verteilte er während der Russischen Revolution 1905 Flugblätter in Uralsk und nahm an Arbeiterstreiks teil. Nach seiner Ausbildung kehrte er zurück nach Uralsk, wo er sich der revolutionären Bewegung anschloss und von März 1918 bis Januar 1919 im Gefängnis saß. Er trat freiwillig der Roten Armee bei, um bei der Verteidigung der Stadt gegen die Weiße Armee zu helfen. Seit 1919 war er Mitglied der Kommunistischen Partei Russlands. Er war Vorsitzender des Regionalen Revolutionskomitees des Ural, des Revolutionskomitee des Bezirks Zhympitinsky und Mitglied des kirgisischen Revolutionskomitees. Nach der Gründung der Kirgisischen Autonomen Sozialistischen Sowjetrepublik leitete Myrsaghalijew ab Oktober 1920 deren Volkskommissariat für innere Angelegenheiten und war außerdem stellvertretender Vorsitzender des Rates der Volkskommissare der Kirgisischen ASSR. Zwischen Oktober 1921 und September 1922 war er als Vorsitzender des Rates der Volkskommissare Regierungschef der Kirgisischen ASSR. Ab Januar 1923 war er bevollmächtigter Vertreter der kirgisischen Sowjetrepublik im Volkskommissariat für Nationalitätenfragen. Von 1926 bis 1929 war er Volkskommissar für Finanzen der Kasachischen Autonomen Sozialistischen Sowjetrepublik und anschließend arbeitete er im Volkskommissariat für Landwirtschaft.
Am 8. August 1937 wurde er verhaftet. Später wurde er verurteilt und am 27. Februar 1938 in Alma-Ata erschossen.
Im Dezember 1956 wurde er rehabilitiert.